# Vestiaria
Pour le genre de passereaux, voir Vestiaria (genre)
Vestiaria est une freguesia portugaise située dans le District de Leiria.
Avec une superficie de 6,31 km2 et une population de 1 262 habitants (2001), la paroisse possède une densité de 200 hab/km2.